# Zemaituka
Zemaituka är en hästras från Litauen som daterats så långt tillbaka som år 500 e. Kr. Den användes bland annat som stridshäst under de nordiska korstågen som hade sin början under slutet av 1100-talet. Idag används ponnyerna mycket inom travsport för ponny eller som ridhäst för barn men de starka ponnyerna fungerar även utmärkt i jordbruket. 

## Historia
Redan under 500-talet fanns dokumentationer om de små starka Zemaitukahästarna. Hur rasen utvecklades är osäkert men genetiska tester har visat att ett flertal polska ponnyraser som t.ex. Konik, och även andra östeuropeiska ponnyer som har sina rötter i den primitiva Tarpanen har spelat en stor roll i utvecklingen av Zemaitukan.  
Under 1300-1400-talet användes de små starka ponnyerna under de Nordiska korstågen då de var starka nog att bära vuxna män och packning vilket gav dem en last som kunde överstiga hundra kilo. Under 1800-talet korsade man in arabiska fullblod för att göra Zemaiukaponnyerna något större, ädlare och även mer uthålliga. Två typer av Zemaitukan utvecklades i och med detta. De ponnyer som var tydligt influerade av det arabiska blodet blev bättre lämpade som ridhästar medan de som behöll utseendet från de gamla typerna var bättre lämpade som jordbrukshästar. Efter Andra världskriget dog dock många av dessa hästar och de olika typerna korsades med varandra för att få en mer enhetlig typ igen. 
Den nya enhetliga typen hade fortfarande styrka och uthållighet men uppfödarna ville ge hästarna ett kraftigare utseende och man korsade in större kallblodshästar och vagnshästar från Polen och Ryssland. Idag är rasen under bevakning av FN:s organisation FAO för sitt unika genetiska arv. 

## Egenskaper
Zemaitukaponnyn är en väldigt stark ponny med uthållighet och naturlig sundhet. Den är väldigt primitiv och är oftast black med primitiva tecken som ål, en mörkare rand längs ryggraden och ibland zebratecken. Det arabiska inflytandet syns i huvudet som ibland kan vara inåtbuktande och med stora ögon. Huvudet och halsen är stora i förhållande till kroppen. 

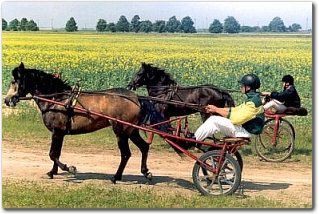
Zemaitukaponnyerna är populära inom ponnytravet i sitt hemland Litauen

I Litauen används hästarna inom travsport för ponny men även inom jordbruket och som ridhästar för barn då ponnyerna har stabilt temperament och är arbetsvilliga. Bristen på bra bete i Litauen har gjort att rasen är lättuppfödd och klarar sig på lite foder.